# 朱慧秋
朱慧秋（1946年—），安徽界首人，汉族，中华人民共和国政治人物、第十一届全国人民代表大会安徽地区代表。
毕业于北京现代管理学院企业管理专业，是中共党员。担任安徽省华信生物药业股份有限公司董事长。2008年起担任全国人大代表。